# HMS Hajen (1954)
HMS Hajen III var en av sex ubåtar tillhörande Hajen III-klassen i svenska flottan. Hajen byggdes vid Kockums Mekaniska Verkstads AB i Malmö och skrotades i Landskrona 1983.